# Halleby
Halleby är en herrgård i Skärkinds socken, Norrköpings kommun, invid Hallebysjön.
Halleby omtalas i dokument 1386, men torde av allt att döma ha forntida anor som by. Under 1400-talet omtalas Halleby indelad i två bydelar, östra och västra holmen. Under 1400-talet gör en framstående släkt i trakten omfattande jordförvärv på västra holmen och då Jöns Jönsson i Halleby adlas av Gustav Vasa 1529 blev hans jord där säteri. Troligen övergavs de övriga gårdar i den byhalvan kort därefter. Även östra holmen kom att hamna under säteriets ägo men förblev intakt som by fram till 1700-talet då gårdarna avhystes och jorden lades under säteriet. Under 1500-talet låg sätesgården Hallby nere vid Hallsjön innan för Bockön, den torde ha flyttats till sitt nuvarande läge på 1620-talet.
Namnet Halleby har troligen förhistorisk ålder och i anslutning till den gamla byn finns flera järnåldersgravfält. Det största omfattar ett femtiotal gravar som troligen alla är från yngre järnålder. Ett annat större gravfält om omkring 40 gravar vid torpet Nysätter undersöktes delvis av Oscar Almgren i början av 1900-talet. Inom området finns ytterligare tre gravfält med vardera omkring 20 gravar. Runt Halleby finns även ett omfattande system av husgrunder och odlingssystem från järnåldern. Sven-Olof Lindquist som undersökte dessa på 1960-talet kunde konstatera tre bebyggelsekoncentrationer: Halleby I i anslutning till torpet Nysätter som förefaller varit i bruk under Vendeltid och därefter övergivits och Halleby II och Halleby III, som verkar motsvara de båda senare bydelarnas föregångare och kommit i bruk därefter, östra holmen eller Halleby II först.